# Paraguays departement
Paraguays departement Paraguay är indelat i sjutton departement (departamentos) och en huvudstadsdistrikt (distrito capital) där huvudstaden ligger Asunción.

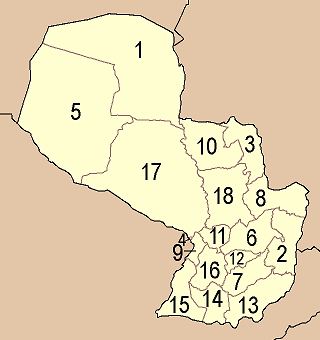
Paraguays departement

| Nr | Departement           | Huvudstad             | Areal (km²) | Inv. (2002) |
| -- | --------------------- | --------------------- | ----------- | ----------- |
| 1  | Alto Paraguay         | Fuerte Olimpo         | 82.349      | 11.587      |
| 2  | Alto Paraná           | Ciudad del Este       | 14.895      | 558.672     |
| 3  | Amambay               | Pedro Juan Caballero  | 12.933      | 114.917     |
| 5  | Boquerón              | Filadelfia            | 91.669      | 41.106      |
| 6  | Caaguazú              | Coronel Oviedo        | 11.474      | 435.357     |
| 7  | Caazapá               | Caazapá               | 9496        | 139.517     |
| 8  | Canindeyú             | Salto del Guairá      | 14.667      | 140.137     |
| 9  | Central               | Areguá                | 2465        | 1.362.893   |
| 10 | Concepción            | Concepción            | 18.051      | 179.450     |
| 11 | Cordillera            | Caacupé               | 4948        | 233.854     |
| 12 | Guairá                | Villarrica            | 3846        | 178.650     |
| 13 | Itapúa                | Encarnación           | 16.525      | 453.692     |
| 14 | Misiones              | San Juan Bautista     | 9556        | 101.783     |
| 15 | Ñeembucú              | Pilar                 | 12.147      | 76.348      |
| 16 | Paraguarí             | Paraguarí             | 8705        | 221.932     |
| 17 | Presidente Hayes      | Villa Hayes           | 72.907      | 82.493      |
| 18 | San Pedro             | San Pedro             | 20.002      | 318.698     |
| Nr | Huvudstadens distrikt | Huvudstadens distrikt | Area (km²)  | Inv. (2002) |
| 4  | Asunción              | Asunción              | 117         | 512.112     |